# Canton de Vaires-sur-Marne
Le canton de Vaires-sur-Marne est une ancienne division administrative française, située dans le département de Seine-et-Marne et la région Île-de-France.

## Composition
Le canton de Vaires-sur-Marne se composait d’une fraction de la commune de Chelles et de deux autres communes. Il compte 35 401 habitants (population municipale) au 1er janvier 2012.
| Nom                          | Code Insee | Intercommunalité              | Population (dernière pop. légale)                |
| ---------------------------- | ---------- | ----------------------------- | ------------------------------------------------ |
| Vaires-sur-Marne (chef-lieu) | 77479      | CA Paris - Vallée de la Marne | 13 579 (2015)                                    |
| Chelles                      | 77108      | CA Paris - Vallée de la Marne | Fraction : 17 735 (2012) Commune : 53 833 (2015) |
| Brou-sur-Chantereine         | 77055      | CA Paris - Vallée de la Marne | 4 411 (2015)                                     |

## Représentation
| Période | Période | Identité            | Étiquette | Qualité |
| ------- | ------- | ------------------- | --------- | --- |
| 1976    | 1979    | Gérard Bordu        | PCF       | Ouvrier électricien Député (1973-1981 et 1986-1988) Maire de Chelles (1977-1983)                                                                       |
| 1979    | 1985    | Daniel Brunel       | PCF       | Technicien, Torcy |
| 1985    | 1992    | Daniel Chambon      | PS        | Instituteur puis chef de cabinet du maire de Roissy-en-Brie                                                                                            |
| 1992    | 1998    | Hubert Pipard       | RPR/USM   | Pharmacien Adjoint au maire de Chelles (1992-1995) |
| 1998    | 2011    | Danièle Querci      | PS        | Cadre dans le secteur social Maire de Vaires-sur-Marne (2001-2008) Vice-présidente du conseil général (jusqu'en 2011)                                  |
| 2011    | 2015    | Jean-Jacques Marion | PS        | Cadre de la Sécurité sociale Conseiller municipal de Chelles Ancien premier adjoint (1995-2008) Président de la CA de Marne et Chantereine (2005-2014) |

## Démographie
| 1975 | 1990   | 1999   | 2006   | 2011   | 2012   |
| ---- | ------ | ------ | ------ | ------ | ------ |
| -    | 30 365 | 30 999 | 31 443 | 34 875 | 35 401 |